# William Howard Stein
William Howard Stein sinh ngày 25.6.1911 tại thành phố New York, từ trần ngày 2.2.1980 tại thành phố New York, là nhà hóa sinh người Mỹ, đã đoạt Giải Nobel Hóa học năm 1972.

## Cuộc đời và Sự nghịệp
Ông sinh tại thành phố New York, con của Freed M. và Beatrice Borg Stein. Ông theo học ở Đại học Harvard, rồi Đại học Columbia và đậu bằng tiến sĩ. Ông giảng dạy và nghiên cứu ở Đại học Rockefeller. Năm 1958, ông và Stanford Moore phát triển máy phân tích amino acid tự động đầu tiên, tạo dễ dàng cho việc xác định các chuỗi peptide.
Năm 1972, ông đoạt Giải Nobel Hóa học chung với Christian Boehmer Anfinsen và Stanford Moore, cho công trình nghiên cứu của họ về ribonuclease và cho đóng góp của họ vào sự hiểu rõ mối liên hệ giữa cấu trúc hóa học và sự xúc tác của phân tử ribonuclease.

## Gia đình
Ông kết hôn với Phoebe Hockstader năm 1936. Họ có ba người con trai: William H. Jr., David F., 33; Robert J., 28.